# Colonització escocesa de les Amèriques

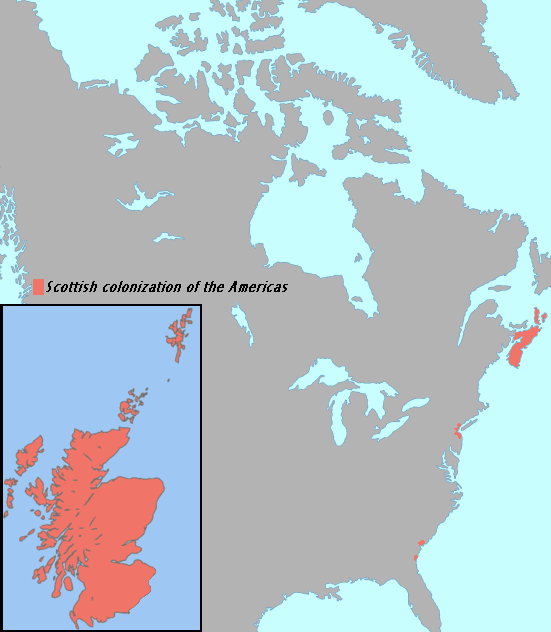
Escòcia i les seves colònies a Amèrica del Nord

La frase Colonització escocesa de les Amèriques fa referència a una sèrie d'intents fets pel Regne d'Escòcia per establir colònies i ciutats al continent americà ; aquests intents van fracassar a causa de les ambicions expansionistes del seu històric rival Anglaterra (però també d'Espanya), que van obligar els escocesos a abandonar progressivament els seus assentaments americans; aquesta política va culminar més tard amb l'annexió de la mateixa Escòcia a Anglaterra, el 1707 amb l'Acta d'unió (o, més precisament, la creació de Gran Bretanya com a nova entitat estatal fruit de la unió dels estats de les Illes Britàniques).

## L'exploració delCanadà
Algunes llegendes escoceses parlen d'un noble, un tal Henry Sinclair (o Saint-Claire), comte de les illes Òrcades, que va explorar repetidament les costes de Terranova al segle xiv ; tanmateix, el primer assentament històricament establert de colons escocesos a Amèrica del Nord es va produir l'any 1629, pel comte William Alexander, autoritzat pel llavors rei escocès Jaume VI Estuardo (mentre, també heretat per Jaume I d'Anglaterra), que va dirigir un centenar de colons. en un assentament rebatejat Nova Escòcia.
Aquesta colònia, inicialment florida, aviat esdevingué l'objectiu de l'imperialisme francès i anglès; Els colons escocesos finalment van abandonar l'assentament el 1632 ; tanmateix, un cert nombre de colons van decidir quedar-s'hi, malgrat el trasllat de la colònia a França primer i després al Regne Unit; aquesta decisió afectarà la futura (i actual) composició ètnica d'aquesta regió, on encara es parla un dialecte gaèlic, precisament el gaèlic de Nova Escòcia.

## Nova Jerseyde l'Est
Un altre intent d'establir un territori d'ultramar va ser intentat per Carles II, que va construir el poble de Perth Amboy; tanmateix, la colònia es va unir amb l'oest de Nova Jersey, sota control anglès, el 1697..

## La fallida colonització dePanamà

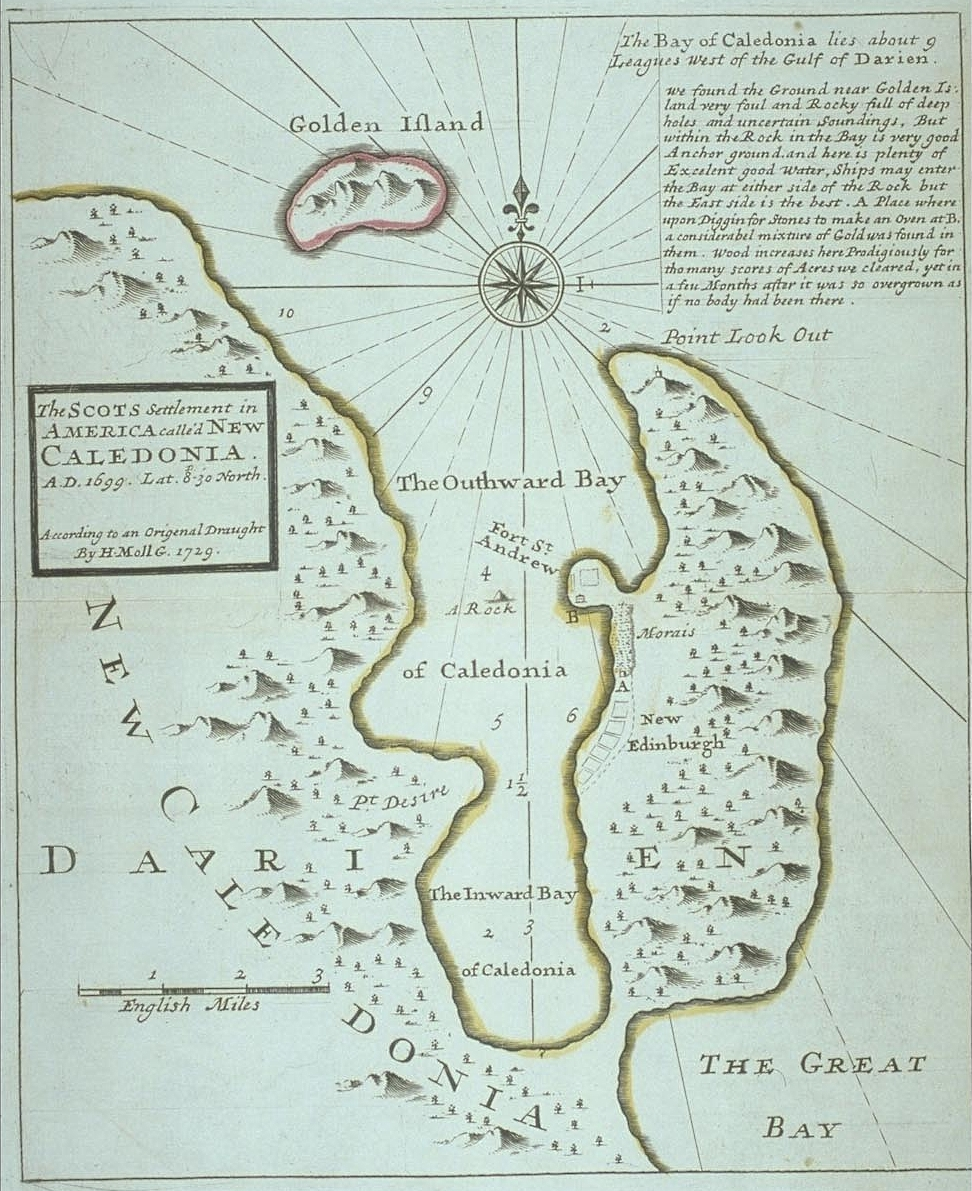
La badia de Nova Caledònia, a la part occidental del golf de Darién, on Escòcia va intentar, sense èxit, establir colons gaèlics.

Bandera de la Scottish India and Africa Company, empresa responsable de la creació i desenvolupament d'aquesta colònia (1698).

Aquest projecte, també conegut com a Darien Scheme o Darien Disaster, va ser probablement el projecte de colonització més ambiciós dut a terme pel regne d'Escòcia; aquesta regió era estratègicament important no només per la relativa proximitat d'aquesta regió entre els dos oceans, sinó també perquè hauria dividit en dos les possessions espanyoles entre el Nord (Virregnat de Nova Espanya) i el Sud (Virregnat del Perú i Virregnat de Río de la Plata) del continent, obligant-los així a pagar grans impostos pel trànsit terrestre i marítim per aquelles terres i aigües.
La primera expedició de cinc vaixells (Saint Andrew, Caledonia, Unicorn, Dolphin i Endeavour ) va sortir de Leith el 14 de juliol de 1698, amb prop de 1200 persones a bord, i l'ordre de procedir al golf de Darién, arriba a l'illa anomenada l'Illa d'Or... avança unes quantes llegües cap a sotavent cap a la desembocadura del gran riu Darien... i després estableix una colònia a terra ferma . Passant Madeira i les Índies Occidentals, la flota tocà terra al llarg de la costa de Darién el 2 de novembre. Els colonitzadors van batejar la seva nova pàtria Nova Caledònia.
Els nous habitants van excavar un canal a través de la franja de terra que separava part del port de Caledonian Bay de l'oceà, i a la península darrere del canal van construir Fort St. Andrew, equipant-lo amb cinquanta canons. En una muntanya, a l'altra banda del port, s'hi va aixecar un mirador. Als voltants del fort, es va construir l'habitatge de l'assentament principal, New Edinburgh, i es va netejar el terreny per plantar nyam i blat de moro. Per a la majoria dels colonitzadors que van arribar a Darién, l'expedició resultaria ser un flagrant i tràgic error de subestimació.
De fet, l'agricultura va resultar difícil d'implementar i les tribus índies locals es van mostrar reticents a acceptar pintes i shakires ofertes com a moneda de canvi pels colons, assumint una actitud força hostil. A principis de l'estiu següent la calor sufocant, juntament amb altres factors, van provocar un gran nombre de morts a la colònia. La mortalitat arribava fins a 10 persones al dia, malgrat l'atenció i l'assistència dels autòctons. Mentrestant, el rei Guillem va ordenar que les colònies angleses a Amèrica no proveïssin els assentaments escocesos: l'escassetat de subministraments, combinada amb un clima desconegut, tòrrid i humit, aviat va afavorir l'expansió de la febre i la mort de molts colons. El juliol de 1699 la colònia fou abandonada. Només 300 persones van sobreviure i van romandre a la colònia, i només un vaixell va tornar a Escòcia amb molt poca gent. Un altre vaixell que va arribar a la ciutat de Port Royal, Jamaica en condicions desesperades, se li va negar qualsevol forma d'assistència, per ordres del govern britànic.
La notícia de la primera expedició desastrosa no va arribar a Escòcia a temps per evitar una segona sortida amb més de 2.000 persones. El segon enviament va arribar el 30 de novembre de 1699, dia de Sant Andreu i festa nacional escocesa. Al final, només uns quants centenars de colons van sobreviure, en comparació amb els 2.500 que van partir d'Escòcia. L'intent, doncs, va ser totalment infructuós: els pocs colons que quedaven no només van morir a causa del clima tropical totalment hostil a la gent avesada a les dures estacions escoceses, sinó també a causa de malalties, atacs dels indis i finalment pel setge que els conquistadors espanyols van fer a la colònia, conscients dels enormes inconvenients econòmics que hauria patit Espanya si aquesta colonització hagués tingut èxit.
Els pocs supervivents van abandonar definitivament l'assentament l'any 1700, any en què el territori va retornar a possessió de la Corona espanyola. Aquest fracàs va ser decisiu per al futur d'Escòcia com a estat: si hagués reeixit en l'intent, probablement s'hauria convertit en una potència marítima a l'igual d'Anglaterra, els regnes ibèrics o França; amb el fracàs de l'intent, això no va passar i s'inicià un període de decadència per al país (provocat també per les enormes despeses ocasionades per a la construcció de la colònia) que va culminar amb l'annexió definitiva a Anglaterra. el 1707.